# Eitorf (stacja kolejowa)
Eitorf – stacja kolejowa w Eitorf, w kraju związkowym Nadrenia Północna-Westfalia, w Niemczech. Stacja została otwarta w 1859. Według klasyfikacji Deutsche Bahn posiada kategorię 5. Znajdują się tu 2 perony.